# Ptychomniaceae
Ptychomniaceae, porodica pravih mahovina smješten u vlastiti red Ptychomniales. Sastoji se od deset rodova. Ime je dobila po rodu Ptychomnion.

## Rodovi
1. Cladomnion Hook. f. & Wilson
2. Cladomniopsis M. Fleisch.
3. Dichelodontium Hook. f. & Wilson ex Broth.
4. Euptychium Schimp.
5. Garovaglia Endl.
6. Glyphothecium Hampe
7. Hampeella Müll. Hal.
8. Ombronesus N.E. Bell, N. Pedersen & A.E. Newton
9. Ptychomnion (Hook. f. & Wilson) Mitt.
10. Tetraphidopsis Broth. & Dixon